# Houari (rappeur)
Pour les articles homonymes, voir Houari.
Houari, de son nom complet Mohamed Houari Arif est un rappeur et chanteur français originaire de Marseille et d'origine algérienne,, né en 1991.

## Biographie

### Naissance
Houari est né au début des années 90 plus précisément en 1991.

### Débuts
Houari était déjà un grand fan de musique, chanter lui permettait d'avoir une meilleure locution,,.
Il commence le rap avec les membres du Ghetto Phénomène.

### Création de Ghetto Phénomène
Veazy, Friz, Bil-K et Houari étaient ensemble au collège et de là c'est fait leur affinité et c'est ainsi que le groupe Ghetto Phénomène est formé. Ils connaissent aussi Jul à cette période qui était présent avant sa carrière en solo.
Ils réalisent leurs premiers concerts dès 2006.

### Carrière en solo
C'est en 2016 que Houari se lance en solo son album de mixtapes Dans tes yeux.
Depuis son lancement en solo, Houari n'est plus membre Ghetto Phénomène.

## Discographie

### Albums en groupe
- 2020 : 13'Organisé[12]
- 2024 : 13'Organisé 2

### Mixtapes
Sauf indication contraire ou complémentaire, les informations mentionnées dans cette section peuvent être confirmées par la base de données MusicBrainz.La première mixtape d'Houari, intitulée Dans tes yeux sort le 5 février 2016.

### Collaborations
- 2014 : Jul et Houari - On survit (sur l'album Lacrizeomic)
- 2019 : Jul feat. Gips, Houari, Le K, Gambi, TK, Moubarak, Miklo, A-Deal & Kamikaz - Bouge-moi de là (sur l'album C'est pas des LOL)

- 2020 : Thabiti, AM la Scampia, Jul, Naps, Alonzo, As, Zbig & Houari  - War Zone
- 2021 : Jul, Gis, Moubarak & Houari - Faut faire des choix (sur l'album Album gratuit, vol.6)
- 2021 : Dika, L'Allemand, Zbig, Raisse, Moubarak & Houari - "Le jaune" #Youleuh7
- 2021 : Gips, Moubarak & Houari - Rien 100 Rien
- 2021 : Ahmad Amin & Houari - Jackson
- 2021 : Gims, SAF, Jul, Nene, Bedjik, ICE, Moubarak, Le Classico organisé & Houari - Blindé comme un tank
- 2021 : Jul, Moubarak, Gips & Houari - La frappe de Tanger
- 2021 : Jul, Moubarak & Houari - 1 fois mais pas 2
- 2022 : Grizzly 942, Hayce Lemsi & Houari - VAUTOUR
- 2023 : Moubarak & Houari - Gamberge
- 2023 : Jul, Moubarak & Houari - En roue libre
- 2024 : Morad & Houari - Dis khamsa
- 2024 : Jul & Houari - Vanillée  Or[14]
- 2024 : Jul, Kamikaz & Houari - Ça tire
- 2024 : Léa Castel, Naps, 13 Organisé, Alonzo, Jul, Kenza Farah, Moubarak (sur l'album 13 Organisé 2) - Besoin de toi

### Classement

#### Singles
| Année | Titre                                                                                                   | Meilleure position | Meilleure position | Meilleure position | Certifications | Album                       |
| Année | Titre                                                                                                   | France             | Belgique           | Suisse             | Certifications | Album                       |
| ----- | --- | ------------------ | ------------------ | ------------------ | -------------- | --------------------------- |
| 2015  | La gâchette (Jul ft. Houari)                                                                            | 163                | —                  | —                  | —              | My World                    |
| 2020  | Les gens (Jul, Houari, Moubarak, Gips)                                                                  | 64                 | —                  | —                  | —              | Loin du monde               |
| 2020  | War Zone (Thabiti, Naps, Alonzo, Houari, Jul, As, Zbig, AM La Scampia)                                  | 14                 | —                  | —                  | —              | 13'Organisé                 |
| 2020  | Bande organisée                                                                                         | 1                  | 2                  | —                  | : Diamant      | 13'Organisé                 |
| 2021  | Faut faire des choix                                                                                    | 189                | —                  | —                  | —              | Album gratuit, vol.6 de Jul |
| 2021  | À la rue marié                                                                                          | 24                 | —                  | —                  | —              | Le Classico organisé        |
| 2021  | Zone à risque                                                                                           | 108                | —                  | —                  | —              | Le Classico organisé        |
| 2021  | La frappe de Tanger                                                                                     | 132                | —                  | —                  | —              | Indépendance                |
| 2022  | 1 fois mais pas 2                                                                                       | 63                 | —                  | —                  | —              | Extraterrestre              |
| 2024  | Ça tire (Jul feat. Houari, Kamikaz)                                                                     | 128                | —                  | —                  | —              | Mise à jour                 |
| 2024  | Vanillée (Houari feat. Jul)                                                                             | 91                 | —                  | —                  | : Or           | —                           |
| 2024  | Besoin de toi (Alonzo, Jul, Kenza Farah, Moubarak, Naps, Léa Castel, Houari)                            | 187                | —                  | —                  | —              | 13 Organisé 2               |
| 2024  | Bande organisée 2 (Jul, Alonzo & 13 Organisé feat. SCH, Kofs, Soso Maness, Houari, Elams, Solda & Naps) | 5                  | —                  | 68                 | —              | 13 Organisé 2               |

##### Albums
| Année | Titre            | Meilleure position | Meilleure position | Meilleure position | Certifications |
| Année | Titre            | France             | Belgique           | Suisse             | Certifications |
| ----- | ---------------- | ------------------ | ------------------ | ------------------ | -------------- |
| 2024  | C'est de la cali | 198                | —                  | —                  | —              |